# Fontana dell'Ispanità
La Fontana della Ispanità (in spagnolo Fuente de la Hispanidad) si trova nella Plaza del Pilar di Saragozza, vicino alla Basilica di Nostra Signora del Pilar, protettrice dell'Ispanità.
La fontana è stata costruita nel 1991 durante i lavori di rinnovamento della piazza e rappresenta la mappa dell'America Latina. Nella parte superiore sinistra si vede un solco che ricorda la penisola dello Yucatán e l'America centrale. La cascata rappresenta il nord del Sudamerica e la vasca rappresenta il resto del continente fino allo stretto di Magellano e alla Terra del Fuoco.
La fontana è completata da 3 blocchi prismatici in cemento ricoperti di marmo bianco, che simboleggiano le tre caravelle su cui si imbarcò Cristoforo Colombo, e da un globo terracqueo in cemento.